# Ида Лонгспе
Ида (I) Лонгспе (Лонжеспе) (фр. Ida Lungespée, англ. Ida Longespée; после 1206 — 1266/1269) — английская аристократка, дочь Уильяма Лонгспе, 3-го графа Солсбери, и Элы, графини Солсбери. Первым браком она вышла замуж за Ральфа III де Сомери, барона Дадли, вторым — за Уильяма I де Бошана, барона Бедфорда. После смерти первого мужа в качестве вдовьей доли она получила поместье Ньюпорт-Пагнел в Бакингемшире.
Вместе со вторым мужем Ида 7 лет конфликтовала с приором Ньюхемского монастыря. Во время Второй баронской войны вторично овдовевшая к тому моменту Ида совершила набег на поместье Литтл-Кроули в Бакингемшире, на которое, вероятно, претендовала как вдова Ральфа де Сомери, разграбив его. За данное действие она была оштрафована шерифом Бакингемшира. Ида пережила двух мужей и всех сыновей; после её смерти управляемое ей в качестве вдовьей доли поместье Ньюпорт-Пагнел, судя по всему, вернулось к роду Сомери, а поместья Бошанов были разделены между наследниками её дочерей.

## Происхождение
Ида происходила из побочной ветви английского королевского дома Плантагенетов, родоначальником которого был Уильям, получивший прозвище Лонгспе или Лонжеспе (Длинный меч, фр. Lungespée, англ. Longespée), которое было усвоено его потомками в качестве родового прозвания. Он был незаконнорожденным сыном английского короля Генриха II Плантагенета от связи с Идой де Тосни. Единокровный брат Уильяма, король Ричард I Львиное Сердце, устроил ему брак с Элой, графиней Солсбери, малолетней наследницей владений и титула графа Солсбери. В этом браке родилось несколько сыновей и дочерей, одной из которых была и Ида.

## Биография
Ида родилась не ранее 1206 года. Её первым мужем стал Ральф III де Сомери, феодальный барон Дадли, умерший в 1220. Брак был бездетным. В качестве вдовьей доли Ида после смерти мужа получила поместье Ньюпорт-Пагнел в Бакингемшире. Кроме того, она стала покровительницей Ньюхемского монастыря.
Вскоре после смерти первого мужа Ида вышла замуж вторично — за Уильяма I де Бошана, феодального барона Бедфорда. В этом браке родилось три сына и три дочери.
В 1240-е — 1250 годы у Иды произошёл серьёзный конфликт с опекаемым ей и мужем Ньюхемским монастырём. Начался он в 1247 году, когда умер настоятель. Монахи избрали нового, не дождавшись одобрения Уильяма Бошана, находившегося в это время за пределами Англии. Недовольная этим Ида и её сенешаль опустошили монастырские земли. Позже Уильям утверждал, что они имеют право опеки над монастырскими землями в то время, когда пост настоятеля вакантен. Конфликт закончился только в 1254 году. «Анналы Данстейбла» рассказывают, что Бошан и Ида угрозами заставили избранного настоятеля покинуть пределы монастыря, после чего взяли его за руку, отвели в церковь и утвердили приором.
Уильям де Бошан умер в 1260 году. В качестве вдовьей доли Ида получила поместье Кунтас-Белшам в Эссексе, а также Дайлевик и треть Уаттона в Бедфордшире
Уже после смерти мужа, во время Второй баронской войны, Ида совершила набег на принадлежавшее Симону Паттишоллскому поместье Литтл-Кроули (Бакингемшир), разграбив его, за что позже была оштрафована шерифом. Судя по всему, она претендовала на него как вдова Ральфа де Сомери.
Ида пережила всех своих сыновей и умерла между 1266 и 1269 годами. Поместье Ньюпорт-Пагнел, судя по всему, после её смерти вернулось к роду Сомери, а поместья Бошанов были разделены между наследниками её дочерей.

## Брак и дети
1-й муж: Ральф III де Сомери (умер в 1220 году), феодальный барон Дадли. Этот брак был бездетным.
2-й муж: приблизительно с 1220 года Уильям I де Бошан (около 1185—1260), феодальный барон Бедфорд с 1206/1207 года, кастелян Бедфордского замка в 1206/1207 — 1215, 1224—1257, барон казначейства в 1234 и 1237 годах, шериф Бедфордшира и Бакингемшира в 1235—1237. Дети:
- Симон III де Бошан (умер в 1256)[9][12].
- Уильям II де Бошан (умер в августе 1262), феодальный барон Бедфорд с 1257[9][12].
- Джон де Бошан из Бедфорда (после 1241 — 4 августа 1265), феодальный барон Бедфорд с 1262[12].
- Матильда де Бошан (умерла до апреля 1273); 1-й муж: Роджер II де Моубрей (умер около ноября 1266), феодальный барон Моубрей с 1228/1230; 2-й муж: Роджер Ле Стрейндж (умер в 1311)[12].
- Беатриса де Бошан (умерла до 30 сентября 1285); 1-й муж: до 1263 Томас Фиц-Отес из Мендлшема (умер до 23 марта 1274); 2-й муж: до июня 1278 Уильям II де Муншенси (1229/1230 —27 апреля/14 мая 1302)[12].
- Эла де Бошан (умерла 10 января 1267); муж: Болдуин Уэйк (1237/1238 — до 10 февраля 1282)[12].